# リオ・ングモハ
リオ・バス・レイ・ングモハ・アディガン（Rio Bass Ray Ngumoha Adigun, 2008年8月29日 - ）は、イングランド・ロンドンニューアム区出身のサッカー選手。リヴァプールFCのユースアカデミー所属。ポジションはフォワード。

## 経歴
チェルシーFCのユースアカデミーでは2024年4月にU-17プレミアリーグカップで優勝した。
2024年夏にリヴァプールFCへ完全移籍。
2024-25シーズンはトップチームのトレーニングに何度か招集された。2024年12月18日、EFLカップのサウサンプトンFC戦で初めてベンチ入りしたが、出場はなかった。